# هینتروالدبرگ
هینتروالدبرگ (به لاتین: Hinterwaldberg) یک منطقهٔ مسکونی در اتریش است که در والدیم پینتسگو واقع شده‌است. هینتروالدبرگ ۴۲٫۳۴۸۷ کیلومتر مربع مساحت و ۱۲۸ نفر جمعیت دارد و ۱٬۲۵۰ متر بالاتر از سطح دریا واقع شده‌است.